# Paralycaeides
Paralycaeides is een geslacht van vlinders uit de familie van de Lycaenidae, de kleine pages, vuurvlinders en blauwtjes. De wetenschappelijke naam en de beschrijving van dit geslacht zijn voor het eerst gepubliceerd in 1945 door Vladimir Nabokov. De soorten van dit geslacht komen in Zuid-Amerika voor.

## Soorten
- Paralycaeides inconspicua (Draudt, 1921)
- Paralycaeides shade Bálint, 1993
- Paralycaeides vapa (Staudinger, 1894)